# Christian Remchen

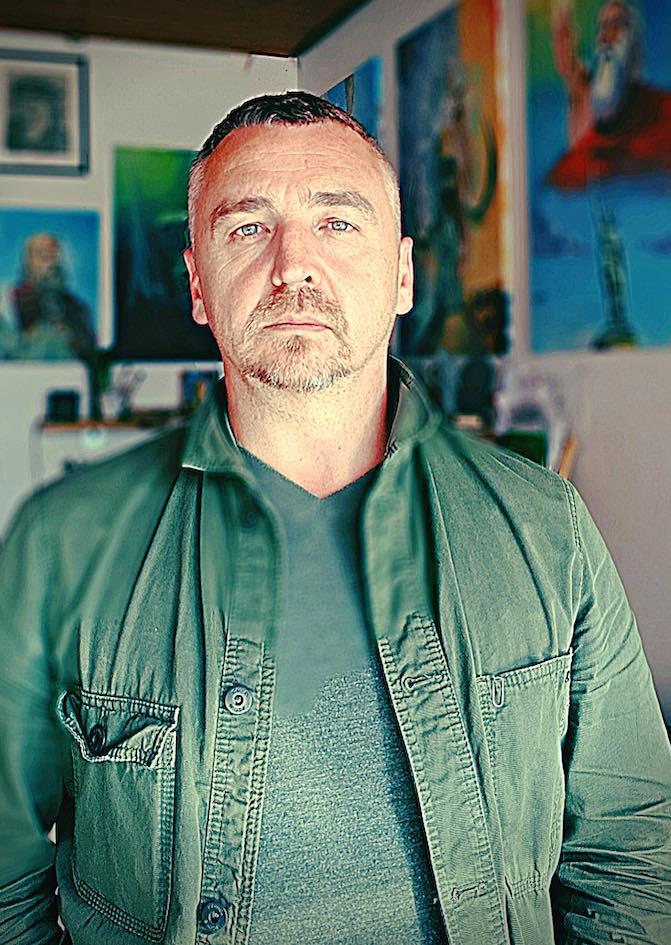
Christian Remchen (2021)

Christian Konstantin Remchen (* 13. Dezember 1976 in Zelinograd, Kasachische SSR) ist ein deutscher Maler und Bildhauer. Als Spätaussiedler ist er im Jahr 2003 nach Deutschland ausgewandert und lebt seit 2007 in Bad Neustadt an der Saale.

## Leben
Christian Remchen machte seine Ausbildung von 1995 bis 2001 an der Kasachische Agrartechnische Universität (auch Seifullin-Universität genannt). Neben der Architektur widmete er sich schon früh der Malerei. 2003 verlegte Remchen seinen Lebensmittelpunkt nach Deutschland. Seit 2007 lebt und arbeitet er in Bad Neustadt an der Saale. Ein Arbeitsunfall im Jahr 2012 führte zu einer kompletten Umorientierung in seinem Leben. 2016 gründete er die „Erlebnis-Kunstwerkstatt“, die eine Übergangsstufe zur im Jahr 2019 gegründeten „Klassischen Kunstakademie Remchen“ war, bei der er Unterricht für unterschiedliche Zielgruppen und Einzelpersonen gibt.
Ein zweiter Schwerpunkt seines Schaffens ist die Bildhauerei, Skulptur und traditionelle Malerei. Dabei produziert er Skulpturen, Modelle und Figuren. Kommerziell vertreibt er diese Produkte unter dem Label „Raymchen.NES“ mit Firmensitz ebenfalls in Bad Neustadt.
Er arbeitet „so wie früher“ und beherrscht alle Malmittel und Stilrichtungen, sein Schwerpunkt sind Porträts. Im Facebook-Projekt aus dem Jahr 2016 „Ich male meine FB Freunde“ hat er in einem Jahr 1000 Porträts mit dem Kugelschreiber gezeichnet. Heute schon hat er über 3000 Porträts mit Kuli, Bleistift, Kohle, Aquarell, Öl und in Skulptur angefertigt.
Er steht für Wiedergeburt der Deutschen Malkunst, so wie sie vom 17. bis zu Beginn des 20. Jahrhunderts war. Als Vorbilder gelten für ihn: Albrecht Dürer, Arnold Böcklin, Ludwig Fahrenkrog, Philipp Otto Runge, Anselm Feuerbach, Adolph von Menzel, Carl Spitzweg, Tilman Riemenschneider, Peter Nicolai Arbo, Johan Fredrik Eckersberg, und auf jeden Fall ist von russischen Meister inspiriert, so wie: Michail Wrubel Wiktor  Michailowitsch Wasnezow, Ilja Jefimowitsch Repin, Walentin Alexandrowitsch Serow, Nikolai Iwanowitsch Feschin, Wassili Iwanowitsch Surikow.

## Ausstellungen
- Juni 2011 Ausstellung Mercedes Kehm, Bad Neustadt
- Februar 2014 Ausstellung „Neue Dimension von klassischer Kunst“, Würzburg Atelier A.Kopp
- Juni 2016 Aufbau und Eröffnung Denkmal „Fährmann“, 4 m groß. Völklingen/Saarland
- Oktober 2015 Workshop „Akademisches Portrait“, 40. Jubiläum Oberpullendorf
- Oktober 2017 Ausstellung „Das Wasser fließt nach oben“ Weintheke Taubenmühle Bad Neustadt
- September 2018 Mode-Messe Porträts Norderstedt
- Dezember 2018 Weihnachtsmarkt Mal-Event Rüdesheim am Rhein

## Publikationen
- Die sieben Brücken der Malerei, Bad Neustadt 2018.
- Thomas Künzl und Christian Remchen, Rekonstruktionsversuch des Spörleintores in Bad Neustadt, Heimatjahrbuch des Landkreises Rhön-Grabfeld 2021 Seite 179 f. Mellrichstadt 2020.

## Illustration von Publikationen
- Lydia Kaufmann, Arsine Art and artists from all over the world, Haifa 2016, Seite 16.
- Marco Alexander, Hämorrhoiden, Bad Neustadt 2021.
- Marco Alexander, Mucus Cleaning Method, Bad Neustadt 2021.

## Literatur

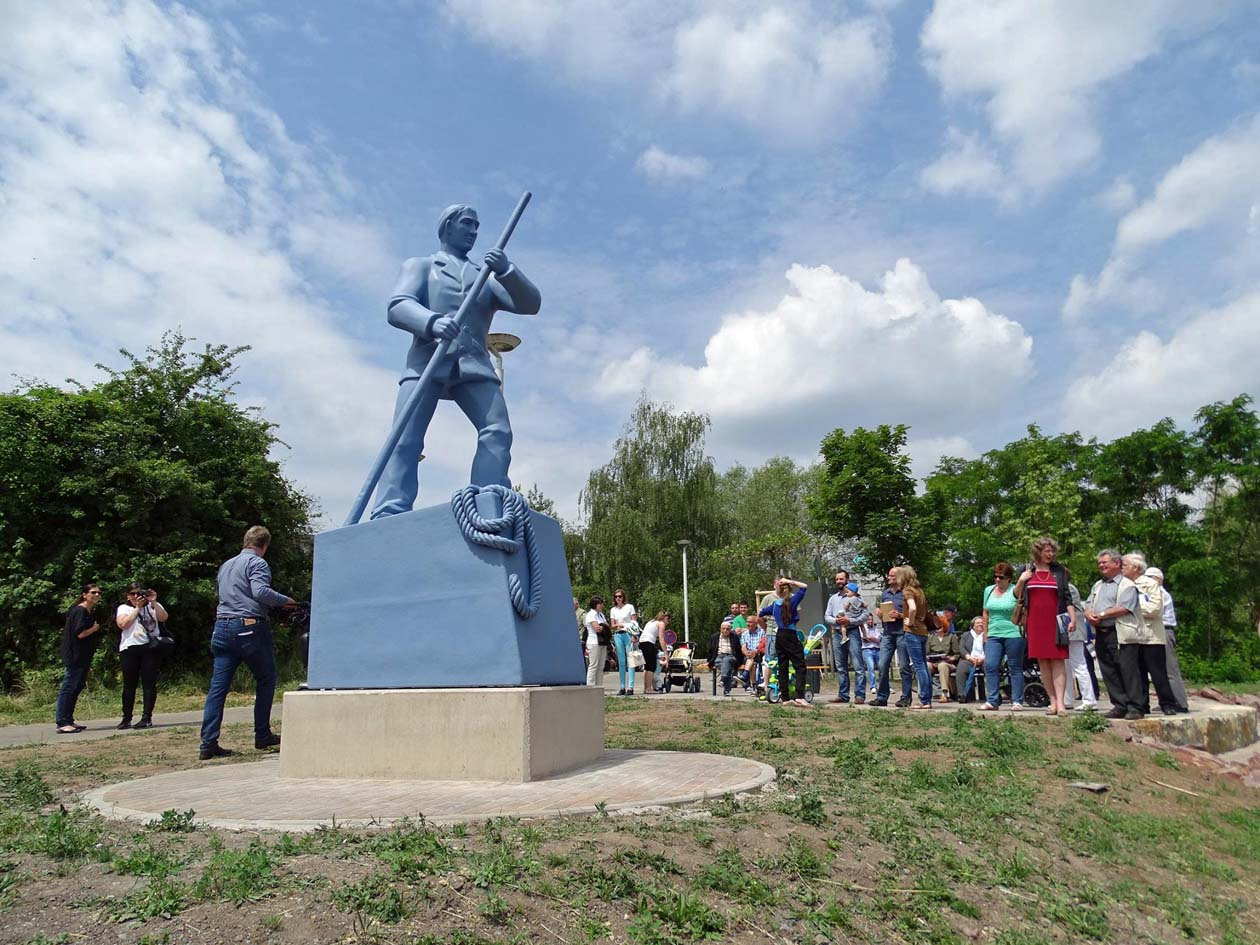
Der Fährmann in Völklingen 2015